# Love to Go
Love to Go ist eine Single des belgischen DJs Lost Frequencies, des niederländischen Musikduos Zonderling und des britisch-simbabwischen Singer-Songwriters Kelvin Jones. Sie wurde von Martijn van Sonderen, Felix De Laet (Lost Frequencies), Daniel Flamm, Patrick Salmy, Jaap de Vries, Ricardo Muñoz, Molly Irvine und Tinashe Kelvin Mupani produziert.

## Inhalt
Der Song ist ein langsamer Deep-House-Track und erzählt im Text vom ständigen Abschiednehmen. Der Protagonist hofft, dass die Liebe nicht erloschen ist wenn man zurückkehrt.

## Hintergrund
Lost Frequencies hatte bereits 2017 mit Zonderling die Single Crazy veröffentlicht.
Love to Go wurde am 17. April 2020 unter dem Label von Found Frequencies und Armada Music veröffentlicht. April 2020 erschien sie auch auf Lost Frequencies EP Cup of Beats.

## Charts und Chartplatzierungen
| ChartsChartplatzierungen | Höchstplatzierung | Wochen |
| ------------------------ | ----------------- | ------ |
| Flandern (Ultratop)      | 6 (25 Wo.)        | 25     |
| Wallonie (Ultratop)      | 19 (14 Wo.)       | 14     |
| Deutschland (GfK)        | 58 (13 Wo.)       | 13     |
| Österreich (Ö3)          | 52 (8 Wo.)        | 8      |
| Schweiz (IFPI)           | 56 (2 Wo.)        | 2      |